# Kylie Showgirl
Kylie Showgirl es un concierto en DVD de la cantante pop australiana Kylie Minogue. Filmado durante Showgirl: The Greatest Hits Tour, el 6 de mayo de 2005 en Londres, Inglaterra, que fue lanzado por EMI el 25 de noviembre de 2005 en Europa.

## Lista de canciones
DVD
Act 1: Showgirl
1. "Overture"
2. "Better the Devil You Know"
3. "In Your Eyes"
4. "Giving You Up"
5. "On a Night Like This"

Act 2: Smiley Kylie
1. "Medley
  - Shocked"
  - What Do I Have to Do?"
  - Spinning Around"

Act 3: Denial
1. "In Denial"
2. "Je Ne Sais Pas Pourquoi"
3. "Confide in Me"

Act 4: What Kylie Wants, Kylie Gets
1. "Red Blooded Woman"/"Where the Wild Roses Grow"
2. "Slow"
3. "Please Stay"

Act 5: Dreams
1. "Over the rainbow"
2. "Come Into My World"
3. "Chocolate"
4. "I Believe in You"
5. "Dreams"

Act 6: Kylesque
1. "Hand On Your Heart"
2. "The Loco-Motion"
3. "I Should Be So Lucky"
4. "Your Disco Needs You"

Act 7: Minx in Space
1. "Put Yourself in my Place"
2. "Can't Get You Out of My Head"

Encore
1. "Especially For You"
2. "Love at First Sight"